# Federação Colombiana de Ciclismo
A Federação Colombiana de Ciclismo ou FCC (em espanhol: Federación Colombiana de Ciclismo), é o máximo ente reitor do ciclismo na Colômbia e o representante do país ante a União Ciclista Internacional. O actual presidente é Jorge Ovidio González quem desempenha-se no cargo desde o ano 2017 por um período de 4 anos.
A missão principal é fomentar, apoiar, desenvolver, coordenar, organizar, formular e vigiar processos e projectos nas diferentes modalidades do ciclismo, com o objectivo de conseguir títulos a nível continental, mundial e em Jogos Olímpicos, localizando este desporto, no mais alto do concerto internacional e também ser reconhecidos como potência mundial.
Os programas ciclísticos que estão sob a sua administração são o BMX, Estrada, Pista, Ciclomontanhismo, Paracycling.

## Missão
A Federação Colombiana de Ciclismo como ente reitor deste desporto na Colômbia, fomenta, apoia, desenvolve, coordena, organiza, formula e vigia processos e projectos  nas  diferentes modalidades, com o objectivo de conseguir títulos a nível continental, mundial e em Jogos Olímpicos, sem descuidar os processos desportivos em nossas juventudes que procuram a sua formação profissional neste desporto.

## Visão
A Federação Colombiana de Ciclismo como ente reitor deste desporto em Colômbia, fomenta, apoia, desenvolve, coordena, organiza, formula e vigia processos e projectos  nas  diferentes modalidades, com o objectivo de conseguir títulos a nível continental, mundial e em Jogos Olímpicos, sem descuidar os processos desportivos em nossas juventudes que procuram sua formação profissional neste desporto.

## História
A tarefa de organizar o desporto das bielas na Colômbia esteve a cargo da Aciclismo (Associação Colombiana de Ciclismo). Tal entidade criou-se em 1938, através do decreto 2216 e teve como primeira sede a cidade de Cali, mas três meses antes de se iniciar a I Volta a Colômbia, em 1951, se transladou a Bogotá, depois de triunfar o que poderíamos denominar ‘grupo de choque’ liderado por quem já era um prestigioso dirigente desportivo em nosso país: Donald W. Raskin. Este cidadão de origem inglesa, nascido a 4 de setembro de 1922, naturalizou-se na Colômbia com a sua família à idade de 12 anos.
A 29 de dezembro de 1950, a Associação Colombiana de Ciclismo publicou um boletim com todas as normas e recomendações apropriadas à Volta, a qual se estabeleceu que teria um percurso de 1 233 quilómetros. As inscrições recebiam-se, faz 55 anos, na Secretária da Associação, localizada na rua 17 No. 7-77, oﬁcina 901 de Bogotá e estavam sujeitas a rigorosas normas relativas à apresentação dos corredores e às suas bicicletas.
Após múltiplos preparativos, a primeira Volta a Colômbia começou a 5 de janeiro de 1951, no canto da carreira 7ª, com avenida Jiménez de Quesada, em frente às instalações do jornal El Tiempo e a poucos passos de onde foi assassinado, 32 meses antes, Jorge Eliécer Gaitán Ayala, grande líder liberal da época, nascido a 23 de janeiro de 1898. Desde esse histórico lugar partiram os 35 esforçados ciclistas, depois do acenar da bandeira do secretário da Aciclismo, Donald W. Raskin, para tomar rumo ao porto ﬂuvial de Honda, onde chegou triunfante o cundinamarquês Efraín Forero, quem para os 135 quilómetros da jornada empregou um tempo de 5h-41m-32s. Esse triunfo serviu para começar a popularizar, por todos os espaços do país, o nome do zipaquirenho, o primeiro grande ídolo ciclista de multidões.

## Modalidades e Ciclistas Colombianos

### Pista
O ciclismo em pista ou também conhecido como carreiras sobre pista é um desporte de ciclismo que se caracteriza por se disputar num velódromo, os quais actualmente têm uma medida do ovalo de 250 metros (anteriormente eram de 400 m e de 333 m) com bicicletas para sprints, onde o eixo pedaleiro costuma estar situado mais alto que nas bicicletas de estrada, para que os pedais não golpeiem o solo da pista. A diferença das bicicletas para estrada, as bicicletas para pista não têm travões nem mudanças, tem pinhão fixo, isto é, os pedais seguir-se-ão movendo até que se detenha a roda, como nas bicicletas de spinning, conseguindo frear aplicando ligeiramente um pouco de força para o lado contrário do pedaleiro. A primeira carreira em pista considera-se os Seis Dias de Londres criados em 1878.
- Anderson Parra
- Arles Castro
- Fabián Porta
- Jordan Parra
- Juliana Gaviria
- Martha Bayona
- Milena Salcedo
- Rubén Murillo
- Santiago Ramírez
- Valentina Paniagua

### BMX
O BMX é um desporto extremo que deve ser praticado com a devida segurança que nos brindam os seguintes objetos:capacete, cotoveleiras, joelheiras, luvas de teia ou plástico e sapatos largos. A bicicleta tem que estar em boas condições para evitar acidentes. Na actualidade, há lugares especializados para o desporto como os skatepark.
- Andrea Escobar
- Andres Jiménez
- Carlos Oquendo
- Carlos Ramírez
- Estefanía Gómez
- Mariana Pajón

### Estrada
É uma modalidade de ciclismo de competição que consiste em competir em estrada, a diferença do ciclismo em pista que fica reduzido ao óvalo do velódromo ou outras modalidades que não se disputam sobre asfalto. O ciclismo em rota é um desporto muito exigente e não deve ser confundido com ocicloturismo, apesar de que nele também se possa dar certo nível de exigência competitiva como na marcha cicloturista Quebraossos e a Treparriscos ou nas provas de "ultramaratón ciclista" (randonneur), entre outras, mas nelas se pressupõe que há que ser totalmente autónomo sem assistências ao invés que no ciclismo em rota que está tudo bem mais controlado.
Ciclismo em estrada.
O ciclismo em estrada costuma ter lugar a partir da primavera até o outono no hemisfério norte. Muitos ciclistas do hemisfério norte passam o inverno em países como a Austrália e Argentina para competir ou treinar. A faixa de carreiras profissionais da União Ciclista Internacional vão desde as de três semanas chamadas "Grandes Voltas" (Tour de France, Giro d'Italia e Volta a Espanha) às clássicas de um dia. No entanto, o ciclismo em estrada também se dá a modo aficionado (amador) ou amistoso de exibição mediante diferentes provas como podem ser os critériums (carreiras urbanas de pouca quilometragem).
- Carlos Betancur
- Darwin Atapuma
- Dayer Quintana
- Diana Peñuela
- Edwin Ávila
- Egan Bernal
- Esteban Chaves
- Fernando Gaviria
- Jánier Acevedo
- Járlinson Pântano
- Jessenia Meneses
- Jessica Parra
- Jonathan Restrepo
- Juan Esteban Arango
- Julian David Arredondo
- Liliana Moreno
- Lorena Colmenares
- Miguel Ángel López
- Miguel Rubiano
- Nairo Quintana
- Rigoberto Urán
- Rodrigo Contreras
- Sebastian Henao
- Sebastian Molano
- Sergio Luis Henao
- Wilmar Paredes
- Winner Anacona

### Ciclomontañismo
O ciclismo de montanha, considerado um desporto de inércia, é um ciclismo de competição realizado em circuitos naturais geralmente através de bosques por caminhos estreitos com custas empinadas e descensos muito rápidos.
As bicicletas costumam ser feitas de alumínio, titanio, carbono ou outras ligas o mais ligeiras possíveis, levam suspensão dianteira regulável através de molas, ar ou óleo ou ambas; algumas usam também amortecedor para o aro traseiro a qual a denominam choque; a maioria usa mudanças de 9 velocidades no pinhão da roda posterior e 3 velocidades na catalina, isto é três pratos de dentes. O freio vem accionado através de uma maneta normalmente metálica. Até finais do século XX só se tinham visto freios de aro, com pastillas pneumáticas accionadas por um cabo metálico. Adicionalmente requer-se o uso dos seguintes acessórios: capacete especial, luvas de dedos longos, pedais clip e sapatilhas especiais para este tipo de pedal.
A partir do século XX começou-se a ver mais os freios a disco, os quais estão formados por um disco de diâmetro reduzido que se acciona através de um sistema hidráulico ou em algumas ocasiões de cabo, os quais accionam um pistão para que se realize a travagem. Os freios a disco são bem mais seguros ainda que não mais ligeiros.
Algumas das especialidades e competições estão reguladas pela UCI (União Ciclista Internacional) enquanto outras se disputam de modo amistoso.
- Leonardo Paez
- Jhonnatan Botero
- Wilson Peña